# Partecipanti al Tour de France 1960
Qui di seguito viene riportato l'elenco dei partecipanti al Tour de France 1960.

## Corridori per squadra
Nota: R ritirato, NP non partito, FT fuori tempo massimo
| Spagna  | Spagna               | Spagna  | Svizzera / Lussemburgo | Svizzera / Lussemburgo | Svizzera / Lussemburgo | Ovest         | Ovest              | Ovest         |
| ------- | -------------------- | ------- | ---------------------- | ---------------------- | ---------------------- | ------------- | ------------------ | ------------- |
| 1       | Federico Bahamontes  | R 2ª    | 81                     | Kurt Gimmi             | 22º                    | 131           | Edouard Bihouée    | 61º           |
| 2       | José Berrendero      | 81º     | 82                     | Rolf Graf              | 70º                    | 132           | Max Bleneau        | 58º           |
| 3       | Jesús Galdeano       | R 14ª   | 83                     | Hans Schleuniger       | 80º                    | 133           | André Foucher      | R 9ª          |
| 4       | José Gómez del Moral | R 3ª    | 84                     | Attilio Moresi         | R 9ª                   | 134           | Jean Gainche       | 36º           |
| 5       | Antonio Karmany      | R 17ª   | 85                     | René Strehler          | 37º                    | 135           | Joseph Groussard   | 52º           |
| 6       | Jesús Loroño         | 21º     | 86                     | Willy Trepp            | R 2ª                   | 136           | Félix Lebuhotel    | 40º           |
| 7       | Fernando Manzaneque  | 11º     | 87                     | Aldo Bolzan            | 54º                    | 137           | Fernand Picot      | 46º           |
| 8       | René Marigil         | 62º     | 88                     | Jean-Pierre Schmitz    | R 1ª/1ª                | 138           | Francis Pipelin    | 73º           |
| 9       | Gabriel Mas          | R 6ª    | Paesi Bassi            | Paesi Bassi            | Paesi Bassi            | Est / Sud-Est | Est / Sud-Est      | Est / Sud-Est |
| 10      | Carmelo Morales      | 20º     | 91                     | Piet Damen             | 27º                    | 141           | Jean Anastasi      | R 12ª         |
| 11      | Luis Otaño           | 42º     | 92                     | Jo de Roo              | R 14ª                  | 142           | Louis Bisilliat    | 74º           |
| 12      | Miguel Pacheco       | 69º     | 93                     | Albert Geldermans      | 12º                    | 143           | Jean Forestier     | R 7ª          |
| 13      | Julian San Emeterio  | R 4ª    | 94                     | Jaap Kersten           | 45º                    | 144           | Hubert Ferrer      | R 14ª         |
| 14      | Antonio Suárez       | 17º     | 95                     | Coen Niesten           | R 11ª                  | 145           | Bernard Gauthier   | 79º           |
| Belgio  | Belgio               | Belgio  | 96                     | Martin van den Borgh   | 34º                    | 146           | Jean Milesi        | 55º           |
| 21      | Jan Adriaenssens     | 3º      | 97                     | Piet van Est           | 28º                    | 147           | Pierre Morel       | 77º           |
| 22      | Jean Brankart        | R 12ª   | 98                     | Wim van Est            | 39º                    | 148           | Antonin Rolland    | 59º           |
| 23      | Armand Desmet        | 53º     | Germania Ovest         | Germania Ovest         | Germania Ovest         | Parigi-Nord   | Parigi-Nord        | Parigi-Nord   |
| 24      | Jos Hoevenaers       | R 12ª   | 101                    | Willy Altig            | R 6ª                   | 151           | Joseph Wasko       | 38º           |
| 25      | Marcel Janssens      | R 11ª   | 102                    | Manfred Donike         | R 11ª                  | 152           | André Geneste      | R 11ª         |
| 26      | André Messelis       | 43º     | 103                    | Lothar Friedrich       | 51º                    | 153           | Pierre Gouget      | R 14ª         |
| 27      | Ivo Molenaers        | 64º     | 104                    | Hans Jaroscewicz       | R 11ª                  | 154           | Raymond Hoorelbeke | 48º           |
| 28      | Eddy Pauwels         | 25º     | 105                    | Hans Junkermann        | 4º                     | 155           | Stéphane Lach      | 23º           |
| 29      | Jozef Planckaert     | 5º      | 106                    | Emil Reinecke          | 56º                    | 156           | André Le Dissez    | 47º           |
| 30      | Louis Proost         | R 14ª   | 107                    | Franz Reitz            | R 18ª                  | 157           | Michel Vermeulin   | 30º           |
| 31      | Julien Schepens      | R 7ª    | 108                    | Horst Tüller           | R 14ª                  | 158           | Bernard Viot       | 44º           |
| 32      | Frans Schoubben      | R 11ª   | Internazionale         | Internazionale         | Internazionale         | Centro        | Centro             | Centro        |
| 33      | Michel Van Aerde     | 24º     | 111                    | Adolf Christian        | R 13ª                  | 161           | Pierre Beuffeuil   | 31º           |
| 34      | Martin Van Geneugden | R 19ª   | 112                    | Wilfried Thaler        | R 6ª                   | 162           | Manuel Busto       | 75º           |
| Francia | Francia              | Francia | 113                    | Leif Hammel            | R 5ª                   | 163           | Camille Le Menn    | 66º           |
| 41      | Henry Anglade        | 8º      | 114                    | Tadeusz Wierucki       | R 3ª                   | 164           | Marcel Queheille   | 50º           |
| 42      | Robert Cazala        | R 14ª   | 115                    | Ole-Bent Retvig        | R 1ª/1ª                | 165           | Marcel Rohrbach    | 9º            |
| 43      | Claude Colette       | R 13ª   | 116                    | Antonio Baptista       | R 13ª                  | 166           | Pierre Ruby        | 63º           |
| 44      | André Darrigade      | 16º     | 117                    | Alves Barbosa          | 65º                    | 167           | Tino Sabbadini     | 60º           |
| 45      | Édouard Delberghe    | 18º     | 118                    | Goran Karlsson         | R 8ª                   | 168           | Gérard Thielin     | R 14ª         |
| 46      | Jean Dotto           | 35º     | Gran Bretagna          | Gran Bretagna          | Gran Bretagna          |               |                    |               |
| 47      | Pierre Everaert      | 32º     | 121                    | John Andrews           | R 2ª                   |               |                    |               |
| 48      | Jean Graczyk         | 13º     | 122                    | Stan Brittain          | R 9ª                   |               |                    |               |
| 49      | Raymond Mastrotto    | 6º      | 123                    | John Kennedy           | R 12ª                  |               |                    |               |
| 50      | François Mahé        | 14º     | 124                    | Harry Reynolds         | R 12ª                  |               |                    |               |
| 51      | René Pavard          | 19º     | 125                    | Brian Robinson         | 26º                    |               |                    |               |
| 52      | René Privat          | R 13ª   | 126                    | Norman Sheil           | R 11ª                  |               |                    |               |
| 53      | Roger Rivière        | R 14ª   | 127                    | Tom Simpson            | 29º                    |               |                    |               |
| 54      | Louis Rostollan      | 15º     | 128                    | Victor Sutton          | R 18ª                  |               |                    |               |
| Italia  |                      |         |                        |                        |                        |               |                    |               |
| 61      | Pierino Baffi        | 68º     |                        |                        |                        |               |                    |               |
| 62      | Ercole Baldini       | 33º     |                        |                        |                        |               |                    |               |
| 63      | Graziano Battistini  | 2º      |                        |                        |                        |               |                    |               |
| 64      | Fernando Brandolini  | 78º     |                        |                        |                        |               |                    |               |
| 65      | Dino Bruni           | 72º     |                        |                        |                        |               |                    |               |
| 66      | Vittorio Casati      | 57º     |                        |                        |                        |               |                    |               |
| 67      | Nino Defilippis      | 67º     |                        |                        |                        |               |                    |               |
| 68      | Nello Fabbri         | 76º     |                        |                        |                        |               |                    |               |
| 69      | Roberto Falaschi     | 49º     |                        |                        |                        |               |                    |               |
| 70      | Gianni Ferlenghi     | 71º     |                        |                        |                        |               |                    |               |
| 71      | Imerio Massignan     | 10º     |                        |                        |                        |               |                    |               |
| 72      | Gastone Nencini      | 1º      |                        |                        |                        |               |                    |               |
| 73      | Arnaldo Pambianco    | 7º      |                        |                        |                        |               |                    |               |
| 74      | Alfredo Sabbadin     | 41º     |                        |                        |                        |               |                    |               |